# 465. pr. Kr.
◄ | 6. stoljeće pr. Kr. | 5. stoljeće pr. Kr. | 4. stoljeće pr. Kr. | ►
◄ | 490-ih pr. Kr. | 480-ih pr. Kr. | 470-ih pr. Kr. | 460-ih pr. Kr. | 450-ih pr. Kr. | 440-ih pr. Kr. | 430-ih pr. Kr. | ►
◄◄ | ◄ | 468. pr. Kr. | 467. pr. Kr. | 466. pr. Kr. | 465 pr. Kr. | 464. pr. Kr. | 463. pr. Kr. | 462. pr. Kr. | ► | ►►
Astronomija

## Događaji
- Artakserkso I. na perzijskom prijestolju nasljeđuje oca Kserksa I. Velikog koji je ubijen u dvorskim spletkama.